# خیابان یک‌طرفه

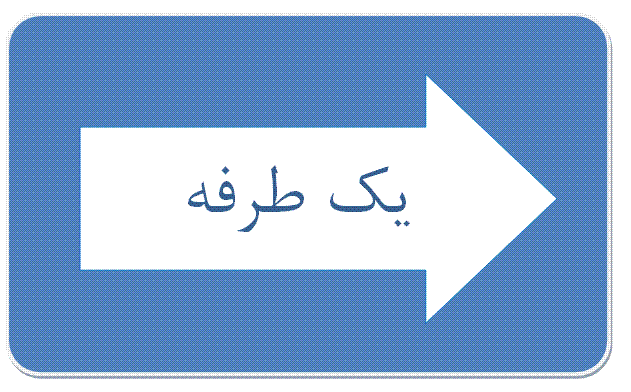

خیابان یک‌طرفه جزو نشان‌های بازدارنده یا انتظامی راهنمایی و رانندگی است. این تابلو بیانگر این است که خیابان یک‌طرفه است. این تابلو جهت یک‌طرفه بودن خیابان را نیز نشان می‌دهد. این نشان در ایران نیز رایج است.